# Główny Szlak Świętokrzyski
 Czerwony szlak turystyczny Gołoszyce – Kuźniaki – główny szlak turystyczny na terenie Gór Świętokrzyskich. Jest najdłuższym szlakiem Gór Świętokrzyskich – ma długość 105 km. Prowadzi przez wszystkie najważniejsze miejsca regionu: Jeleniowski Park Krajobrazowy, Świętokrzyski Park Narodowy, poprzez Łysiec, Łysicę i Radostową, skończywszy na lasach suchedniowskich i oblęgorskich.
Na trasie szlaku znajduje się szereg rezerwatów przyrody oraz znanych atrakcji turystycznych – warto odwiedzić m.in. sanktuarium na Świętym Krzyżu, Nową Słupię, Świętą Katarzynę i Kakonin.
W 1983 roku szlakowi nadano imię Edmunda Massalskiego.

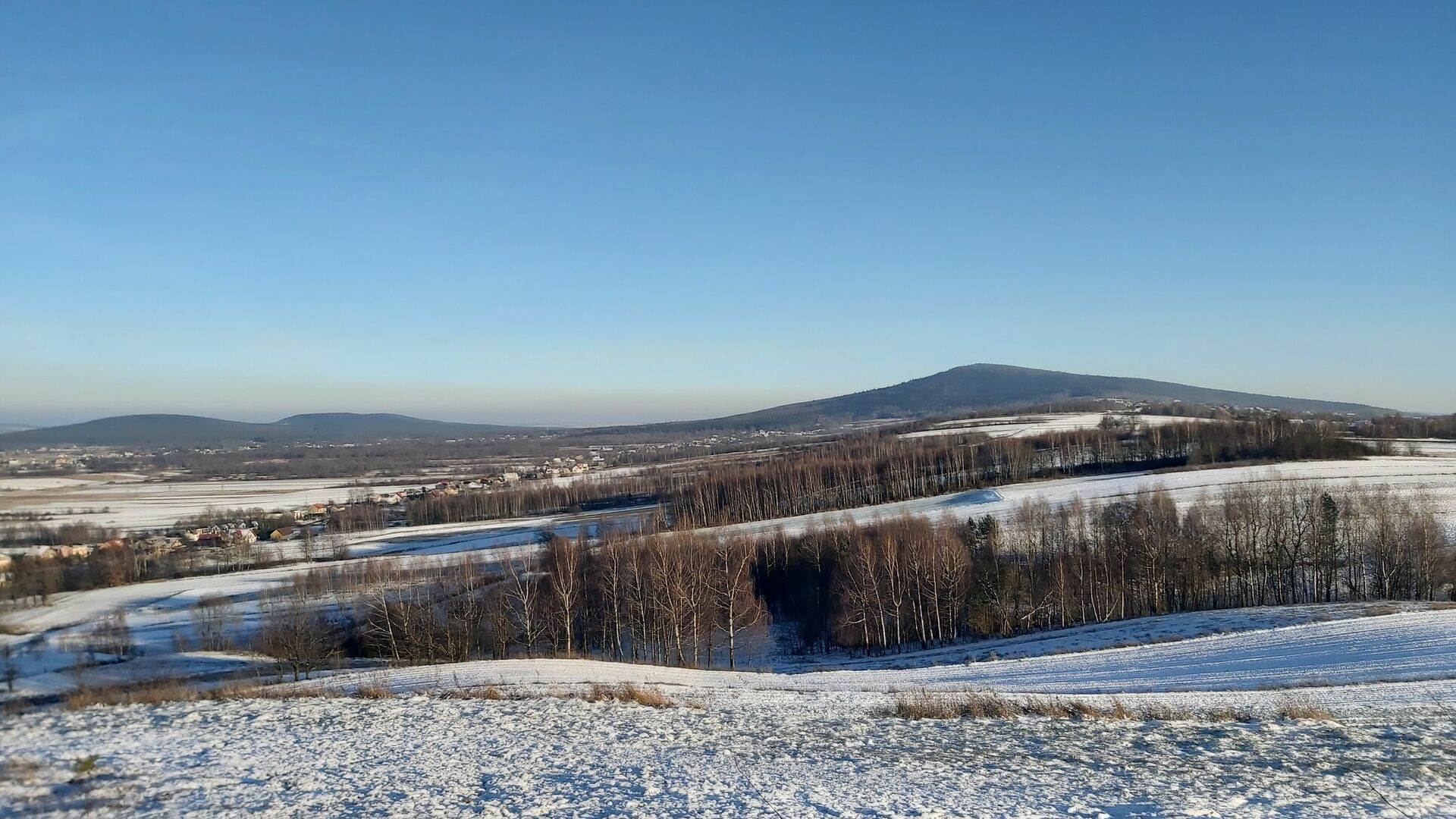
Wymyślona - Góry Świętokrzyskie

## Opis szlaku

### Odcinek Wymyślona – Tumlin

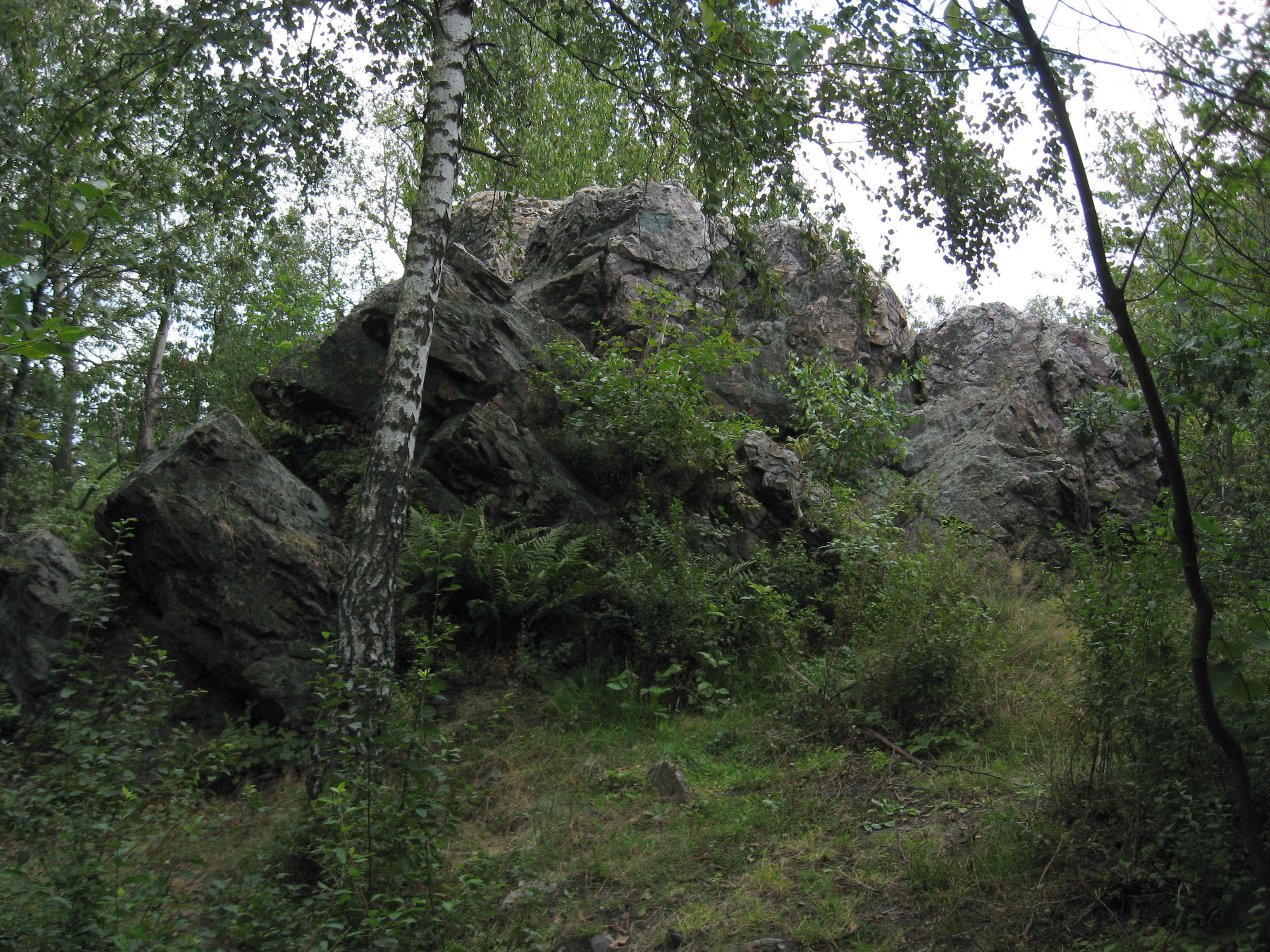
Diabelski Kamień. Widok od strony północnej.

W obniżeniu terenu za Wymyśloną szlak krzyżuje się z drogą polną łączącą Krajno z Bęczkowem. Dalej wiedzie wśród pól stromo wznosząc się ku Radostowej. Na linii lasu znajduje się punkt widokowy, z którego rozciąga się widok na Bukową Górę, góry Psarską i Miejską oraz na Łysicę. Kierując się wciąż prosto na zachód, szlak zmierza w gęstwinę leśną. Po kilkudziesięciu metrach o dotarciu na sam szczyt informuje znak pomiarowy wraz z pozostałościami triangula. Od tego miejsca szlak stale traci na wysokości. Wąska i kręta ścieżka wiedzie wśród iglaków, a oznaczenia szlaku gubią się w gęstwinie. Trasa przecina polanę, następnie wychodzi na ścieżkę równoległą do poprzedniej. Tutaj teren znacznie obniża się. Śliskie, gliniaste podłoże pocięte wyżłobionymi przez wodę szczelinami znacznie utrudnia marsz w dół. Tuż przed dotarciem na dno doliny Lubrzanki drzewa ustępują śródleśnej niwie. Rozciąga się stąd widok na bliźniaczą Dąbrówkę. Bliskość rzeki powoduje, że ścieżka przez większą część roku tonie w błocie. Nad Lubrzanką szlak spotyka się ze szlakiem niebieskim. Obie trasy wspólnie prowadzą przez nowo wybudowaną kładkę do szosy w Ameliówce, po czym skręcają w lewo w kierunku Mąchocic.

Po kilkudziesięciu metrach szlak czerwony odchodzi od szosy kierując się na zbocze Dąbrówki. U jej stóp mija drewnianą bramkę, po czym pnie się stromo w kierunku szczytu. Na tym odcinku brak jest wytyczonej ścieżki, podejście wyznaczyła sama natura rzeźbiąc w zboczu głęboką kamecznicę. W miarę zbliżania się do wierzchołka nachylenie stoku staje się łagodniejsze. Wreszcie szlak opuszcza stary las i podąża skrajem niewielkiej szkółki leśnej. Tutaj wspaniałą panoramą Radostowej Dąbrówka odwzajemnia piękne widoki sprzed kilku kilometrów. Dalej trasa wiedzie krętą dróżką leśną. Marsz spowalniany jest przez coraz gorsze wyznakowanie szlaku i plątaninę ścieżek przecinających właściwą drogę. Szlak mija przydrożne drzewo, na którym umieszczono prostą drewnianą konstrukcję z krzyżem i obrazkiem Matki Boskiej. Na rozstaju dróg, przed Kamecznicą Mąchocką, szlak zakręca w prawo i odtąd wyraźnie już wyznakowany pnie się do góry kamienistą dróżką leśną. 
Po kilkudziesięciu metrach trasa zbacza w lewo na południe i wychodzi z gęstwiny na niewielki, śródleśny ugór. Znajduje się tutaj Diabelski Kamień i pomniejsze wychodnie skalne. W pobliżu widać ślady bytności miejscowej ludności w postaci pozostałości ogniska. Za Diabelskim Kamieniem szlak ponownie brnie w zarośla, które po kilometrze marszu ustępują łące. Stąd z nagiego grzbietu Klonówki podziwiać można pejzaż Pasma Klonowskiego. Kilkanaście metrów dalej na zalesionym zboczu  znajduje się platforma, z której rozciąga się widok w kierunku południowym na Padół Kielecko-Łagowski. Dalej szlak prowadzi drogą polną w stronę Masłowa Pierwszego. Jeszcze przed pierwszymi zabudowaniami miejscowości grzbiet góry obniża się. W miejscu dawnej buczyny ścieżka prowadzi pomiędzy kilkoma ogrodzonymi posesjami by dojść do asfaltowej drogi dojazdowej, łączącej się po kilkudziesięciu metrach z szosą.
Na wysokości przystanku autobusów miejskich z Kielc czerwone strzałki kierują w lewo, do centrum miejscowości. Szlak biegnie ulicą wijącą się pośród zabudowań, nieprzerwanie tracąc na wysokości. Obok kościoła dość nagle skręca w prawo i niewielką uliczką obok przykościelnego parkingu kieruje się w dół przez most na niewielkim dopływie Lubrzanki ku ulicy Spacerowej. Po kilkudziesięciu metrach marszu, równie niespodziewanie jak poprzednio, czerwona strzałka nakazuje zboczyć z ulicy na trylinkowy podjazd. Betonowa nawierzchnia kończy się po kilkunastu krokach. Dalej szlak wspina się na zbocze Domaniówki miedzą pośród łąk i pól uprawnych.
Wraz z linią lasu pojawia się wygodna i szeroka, choć usłana kamieniami droga leśna prowadząca przez buczyny prawie na sam szczyt góry. Marsz utrudnia tutaj grząski grunt rozjeżdżony przez motocykle i quady. Na zachodnim zboczu las staje się jeszcze trudniejszy do przebycia. Szlak biegnie obok zabudowań podkieleckiej wsi Dąbrowa, dociera do wschodniego zbocza Białej Góry, a następnie skręca głębiej w las na kamienistą i poprzecinaną korzeniami ścieżkę, by po 500 m wyjść wprost na zabudowania stacji wodociągowej w Dąbrowie-Koszarce. Stamtąd prowadzi do szosy, gdzie skręca w lewo, do drogi krajowej nr 7. Tutaj przecina obie jezdnie na wysokości przejścia dla pieszych i skręca w prawo na północ, biegnąć lokalną drogą dojazdową wzdłuż zachodniej jezdni ekspresówki.
Za ostatnimi zabudowaniami wsi skręca w lewo, mijając podleśną składnicę drewna. Zaraz za linią drzew trasa przecina niewielką w tym miejscu Silnicę po czym drogą bitą biegnie w górę w głąb lasu. na tym odcinku marsz możliwy jest jedynie środkiem duktu. Po obu stronach znajdują się głębokie koleiny, zazwyczaj wypełnione wodą. Szlak wkracza na teren bagienny, wielokrotnie trzeba przemieszczać się równolegle do podmokłej drogi, ścieżkami wydeptanymi przez poprzedników. Wyznakowanie szlaku nadal pozostaje czytelne. Na wysokości przesieki pod główną linią energetyczną Kielc szlak ponownie staje się zdatny do marszu. Wreszcie dociera do kładki przerzuconej nad miejską obwodnicą.
Po drugiej stronie szosy ponownie zagłębia się w las, lecz chwilę później wychodzi na drogę prowadzącą z Kielc do Zagnańska na wysokości Krzemionki. Następnie skręca w prawo i biegnie ponad kilometr wzdłuż ruchliwej i niebezpiecznej szosy poprowadzonej w poprzek zbocza góry. U podnóży Sosnowicy szlak opuszcza szosę. Wyznakowanie jest tutaj niewyraźne, o odejściu szlaku informuje głównie tablica Nadleśnictwa Zagnańsk ustawiona na mecie ścieżki dydaktycznej. Po ominięciu szlabanu leśnego pojawiają się trzy ścieżki. Szlak podąża ścieżką południową, najbardziej skrajną po lewej. Mimo obniżania się terenu marsz jest bardzo trudny z uwagi na duże zapiaszczenie podłoża. Po kilku zakrętach las ustępuje polanie z wyznaczonym miejscem do biwakowania. Znajduje się tutaj miejsce na ognisko, drewniany stół z ławami oraz tablica informacyjna ścieżki dydaktycznej uszkodzona przez wandali. Na dalszym odcinku szlak podąża na dno doliny Sufragańca. Mija drzewo, z którego pnia wyrastają dwa pionowe konary i dociera do samej rzeki. Wyznakowanie jest tutaj fatalne, o trzymaniu się szlaku informują głównie tablice nadleśnictwa. Po przejściu mostku wykonanego z drewnianych bali szlak zakręca w prawo na północ, a zaraz potem w lewo na zachód. Po kilkudziesięciu metrach dociera do śródleśnej składnicy drewna. Odtąd szlak biegnie szeroką żwirową drogą wybudowaną dla potrzeb przemysłu drzewnego.
Na skraju lasu dociera do placu manewrowego dla ciężkich pojazdów leśnych. Za szlabanem mija pierwsze zabudowania wsi Tumlin-Węgle i dociera do linii kolejowej nr 8. Następnie skręca w prawo w kierunku przystanku kolejowego Tumlin. Stamtąd zawraca na południe i dochodzi do szosy Miedziana Góra – Umer na wysokości kościoła w Tumlinie. Tutaj biegnie na południe i tuż za przystankiem autobusów miejskich z Kielc opuszcza szosę zakręcając w prawo na zachód. Po opuszczeniu wsi Tumlin-Węgle zagłębia się w niewielki zagajnik, by następnie głębokim wąwozem dotrzeć do rezerwatu Kamienne Kręgi. Tutaj wspina się na szczyt Góry Grodowej pomiędzy dwoma kamieniołomami – nieczynnym po stronie południowej i działającym na północnym zboczu. Mija kapliczkę i biegnie ścieżką prowadzącą w dół. Po dotarciu do rozstaju dróg zakręca w lewo na południe i odtąd traci na wysokości docierając do bardzo stromego zbocza. W tym miejscu względy bezpieczeństwa przemawiają za asekuracją schodzących przez inne osoby. Po zejściu ze zbocza szlak skręca w prawo i dalej ścieżką, a następnie asfaltową drogą prowadzi do miejscowości Tumlin-Podgród.

## Przebieg szlaku
| Odległość | Atrakcje                                                                      | Punkt                      | Skrzyżowania szlaków                                                                          |
| --------- | ----------------------------------------------------------------------------- | -------------------------- | --------------------------------------------------------------------------------------------- |
| 0,0 km    | dwór · drzewo                                                                 | Gołoszyce PKS              | Gołoszyce – Piotrowice Gołoszyce – Dwikozy                                                    |
| 4,5 km    |                                                                               | Truskolaska                |                                                                                               |
| 7,0 km    |                                                                               | Wesołówka                  |                                                                                               |
| 9,0 km    |                                                                               | przełęcz Karczmarka        |                                                                                               |
| 12,5 km   | rezerwat roślinny · skały                                                     | góra Szczytniak            | Nowa Słupia – Piórków                                                                         |
| 15,5 km   | rezerwat krajobrazowy                                                         | Przełęcz Jeleniowska       |                                                                                               |
| 17,0 km   | skały · miejsce kultu                                                         | Góra Jeleniowska           |                                                                                               |
| 20,0 km   | kaplica                                                                       | Paprocice                  |                                                                                               |
| 22,0 km   |                                                                               | Kobyla Góra                | Łagów – Nowa Słupia                                                                           |
| 23,0 km   |                                                                               | Trzcianka PKS              |                                                                                               |
| 25,5 km   | klasztor · punkt widokowy · skały · rezerwat roślinny · maszt · miejsce kultu | Święty Krzyż PKS           | Święty Krzyż – Pętkowice                                                                      |
| 28,0 km   | pomnik                                                                        | Przełęcz Hucka PKS         |                                                                                               |
|           | kaplica                                                                       | Huta Szklana               |                                                                                               |
| 34,0 km   | kościół · kaplica · cmentarz · pomnik · dwór                                  | Bieliny (ul. Podlesie)     | Wał Małacentowski – kapliczka świętego Mikołaja                                               |
| 36,0 km   | chata                                                                         | Kakonin                    |                                                                                               |
| 38,0 km   | kaplica                                                                       | Przełęcz świętego Mikołaja | Wał Małacentowski – kapliczka świętego Mikołaja ścieżka edukacyjna „Na przełęcz św. Mikołaja” |
| 41,0 km   | skały · rezerwat ścisły · miejsce kultu                                       | Łysica                     |                                                                                               |
| 43,5 km   | klasztor · kościół · kaplica · źródło                                         | Święta Katarzyna PKS       | Wąchock – Cedzyna                                                                             |
|           |                                                                               | Krajno Pierwsze            |                                                                                               |
| 48,5 km   |                                                                               | Wymyślona                  |                                                                                               |
| 50,5 km   | punkt widokowy · miejsce kultu                                                | Radostowa                  |                                                                                               |
| 52,0 km   |                                                                               | Ameliówka PKS, MPK         | Wąchock – Cedzyna                                                                             |
| 53,5 km   | punkt widokowy                                                                | Dąbrówka                   |                                                                                               |
| 55,0 km   | skały                                                                         | Diabelski Kamień           |                                                                                               |
| 56,5 km   | punkt widokowy                                                                | Klonówka                   |                                                                                               |
| 58,5 km   | kościół · dwór                                                                | Masłów Stara Wieś MPK      |                                                                                               |
|           |                                                                               | Domaniówka                 |                                                                                               |
| 61,0 km   |                                                                               | Biała Góra                 |                                                                                               |
|           |                                                                               | Kielce                     |                                                                                               |
| 63,5 km   |                                                                               | Dąbrowa                    |                                                                                               |
| 65,5 km   | kaplica                                                                       | Dąbrowa Łąki MPK           |                                                                                               |
| 70,5 km   |                                                                               | Krzemionka                 |                                                                                               |
| 77,5 km   | kościół · cmentarz                                                            | Tumlin-Węgle PKP           |                                                                                               |
| 79,0 km   |                                                                               | Tumlin-Podgród MPK         |                                                                                               |
| 80,0 km   | rezerwat geologiczny · kamieniołom · kaplica                                  | Góra Grodowa               |                                                                                               |
| 82,0 km   |                                                                               | Tumlin-Podgród             |                                                                                               |
| 84,0 km   | kamieniołom                                                                   | Wykieńska                  |                                                                                               |
| 85,5 km   | skały                                                                         | Kamień                     |                                                                                               |
|           |                                                                               | Ciosowa MPK                |                                                                                               |
| 87,0 km   | kamieniołom                                                                   | Ciosowska                  |                                                                                               |
| 90,5 km   |                                                                               | Porzecze                   |                                                                                               |
| 94,5 km   | rezerwat roślinny · wąwóz                                                     | Barania Góra               | Oblęgorek – Barania Góra                                                                      |
| 95,5 km   |                                                                               | Widoma                     |                                                                                               |
| 97,0 km   |                                                                               | Siniewska Góra             |                                                                                               |
| 103,0 km  | kaplica · rezerwat krajobrazowy                                               | Perzowa                    |                                                                                               |
| 104,0 km  |                                                                               | Kuźniacka Góra             |                                                                                               |
| 105,0 km  | ruiny                                                                         | Kuźniaki PKS               | Kuźniaki – Pogorzałe                                                                          |

## Galeria

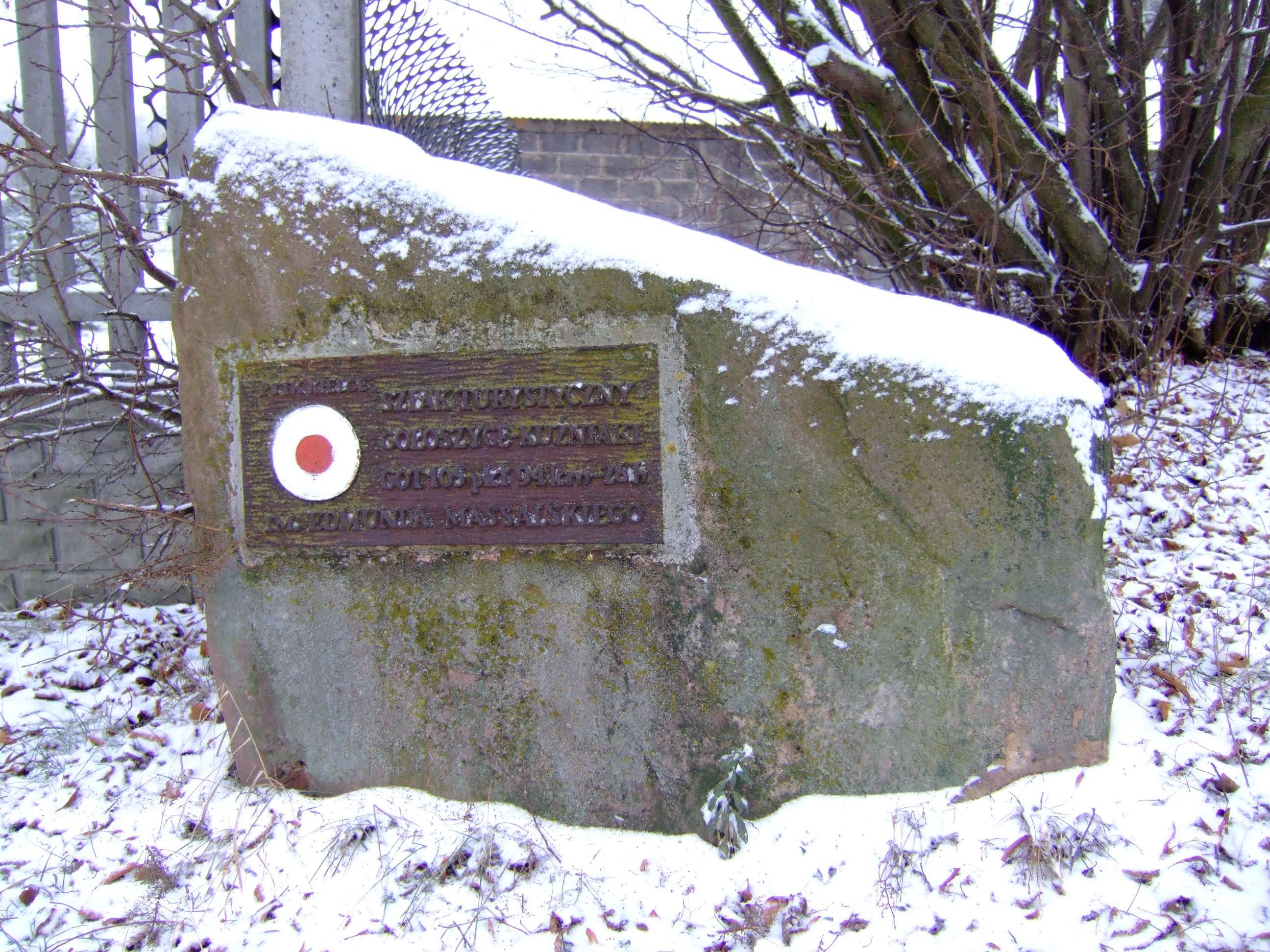
Początek czerwonego szlaku w Kuźniakach
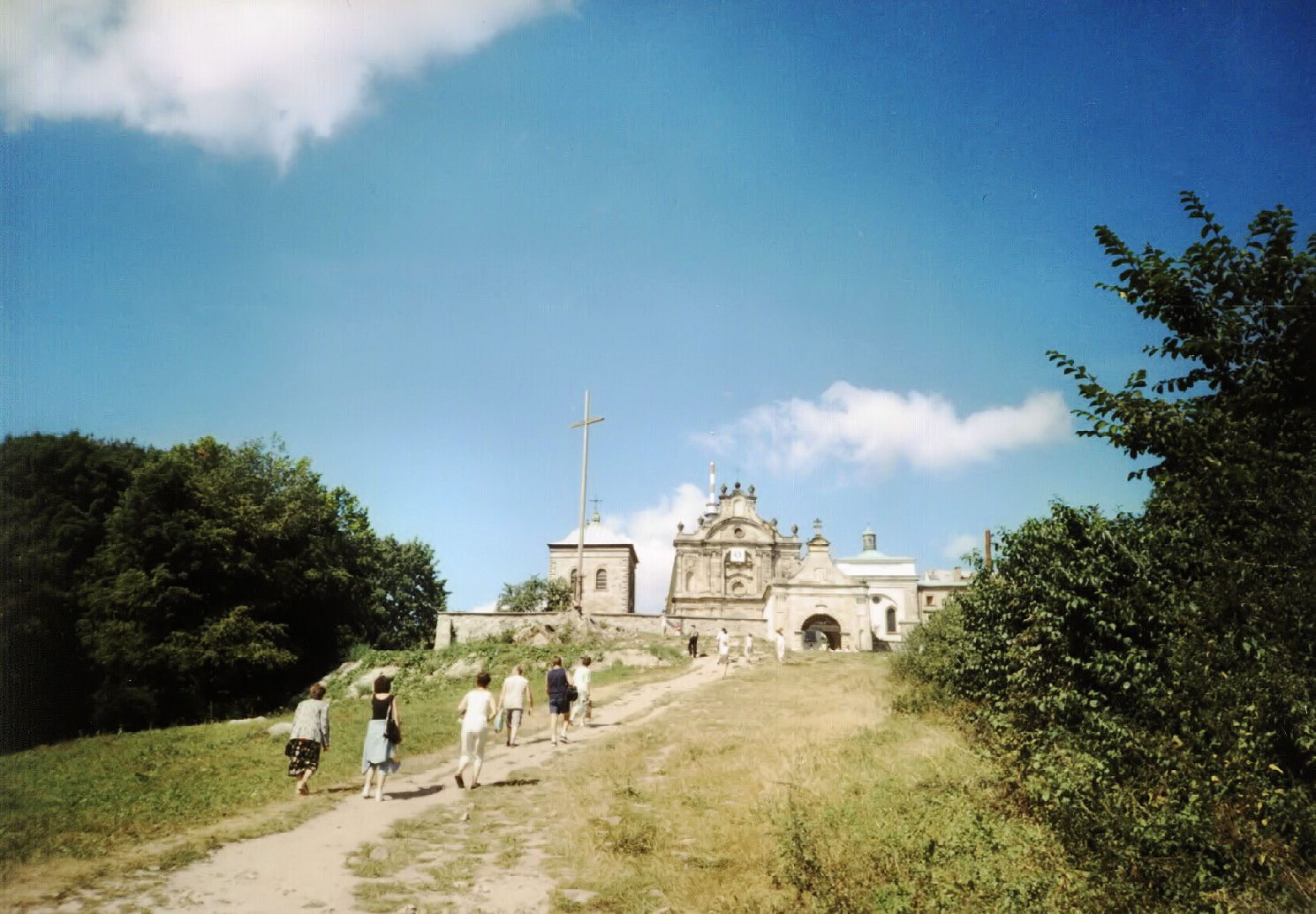
Opactwo Święty Krzyż na szczycie Łysej Góry
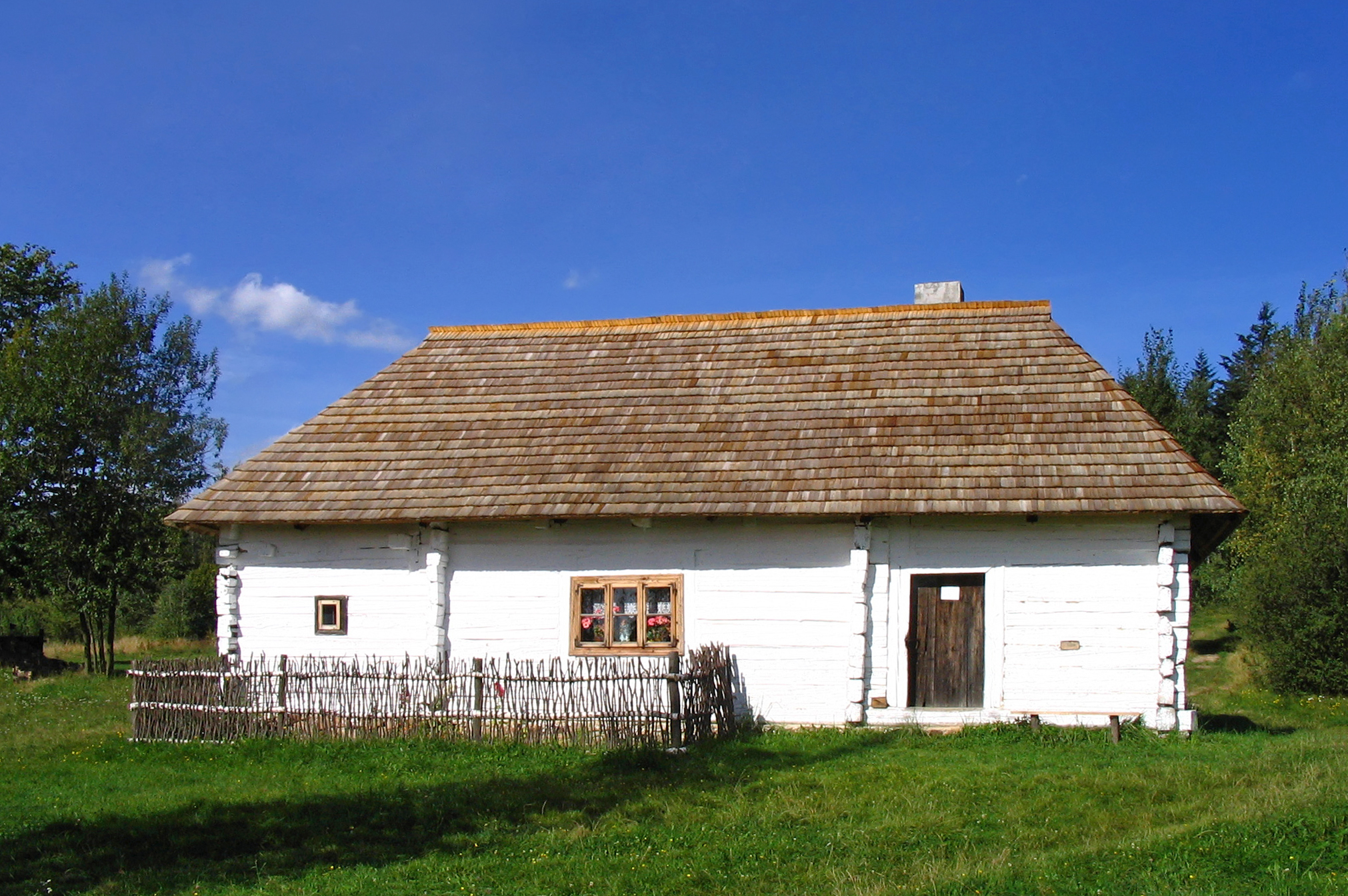
Świętokrzyska chata w Kakoninie
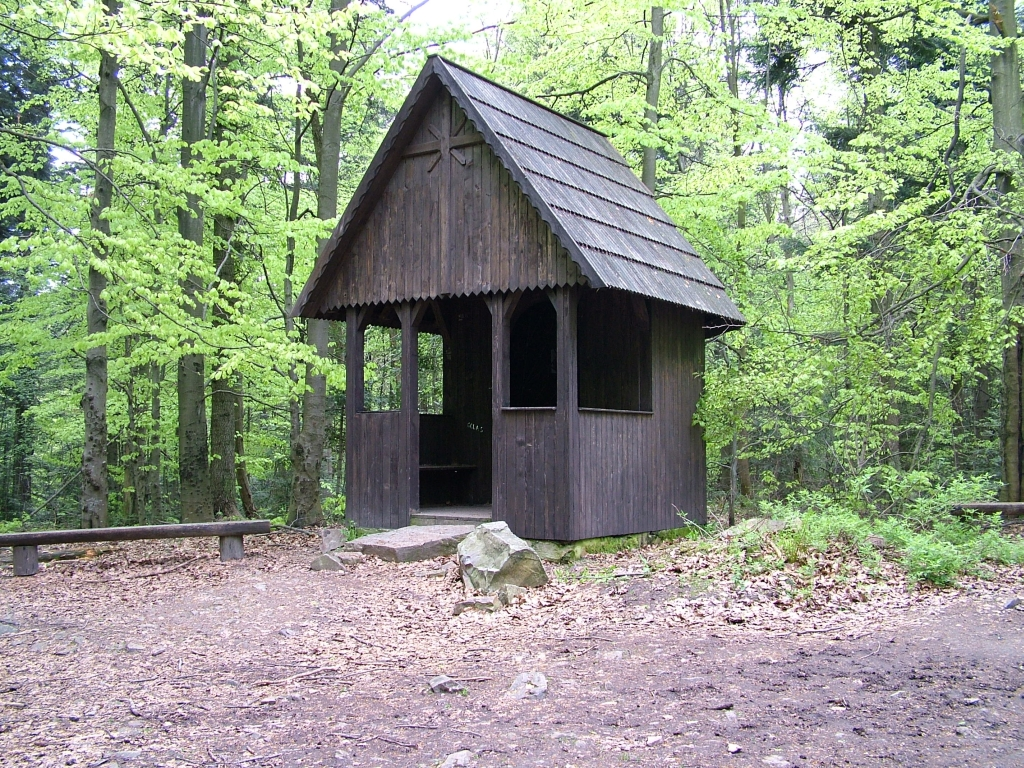
Kapliczka św. Mikołaja
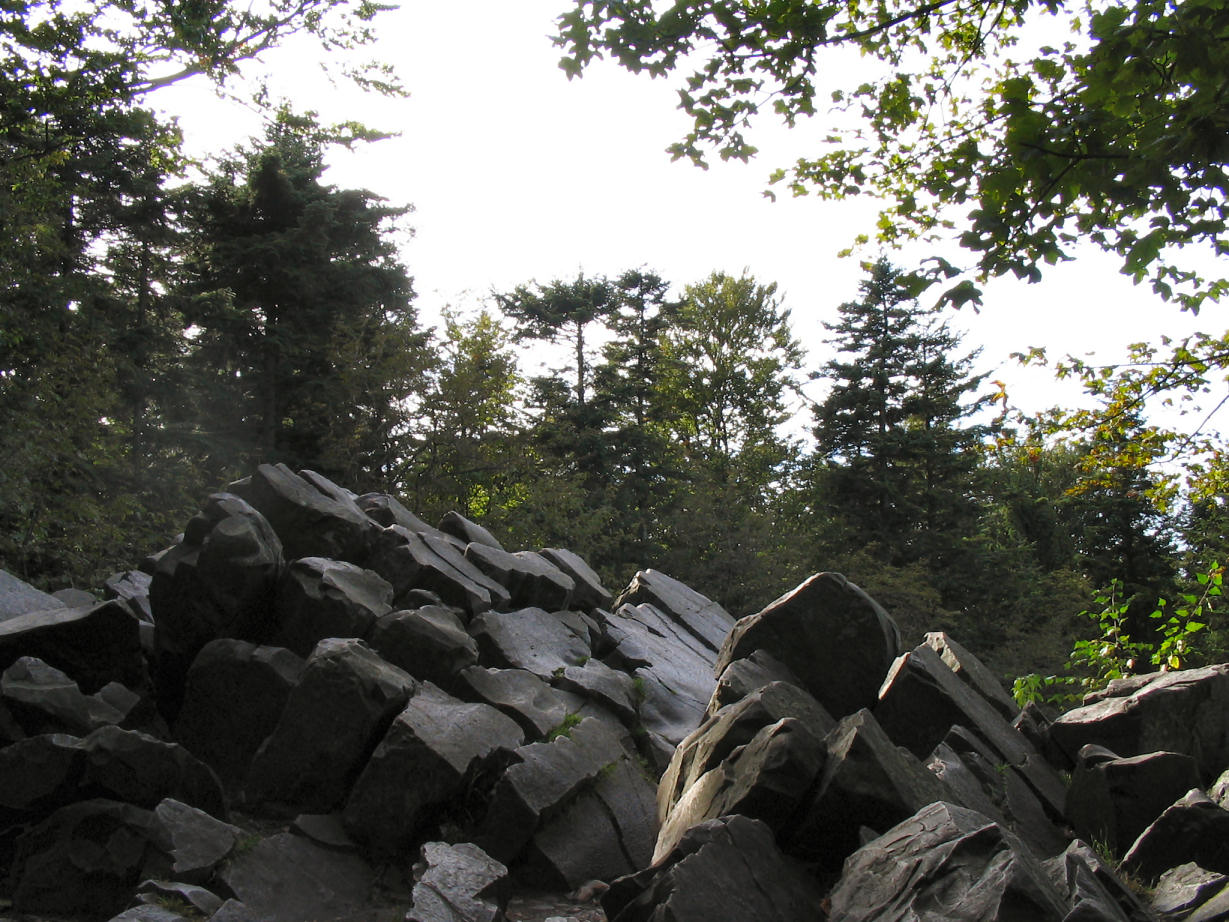
Gołoborze na Łysicy
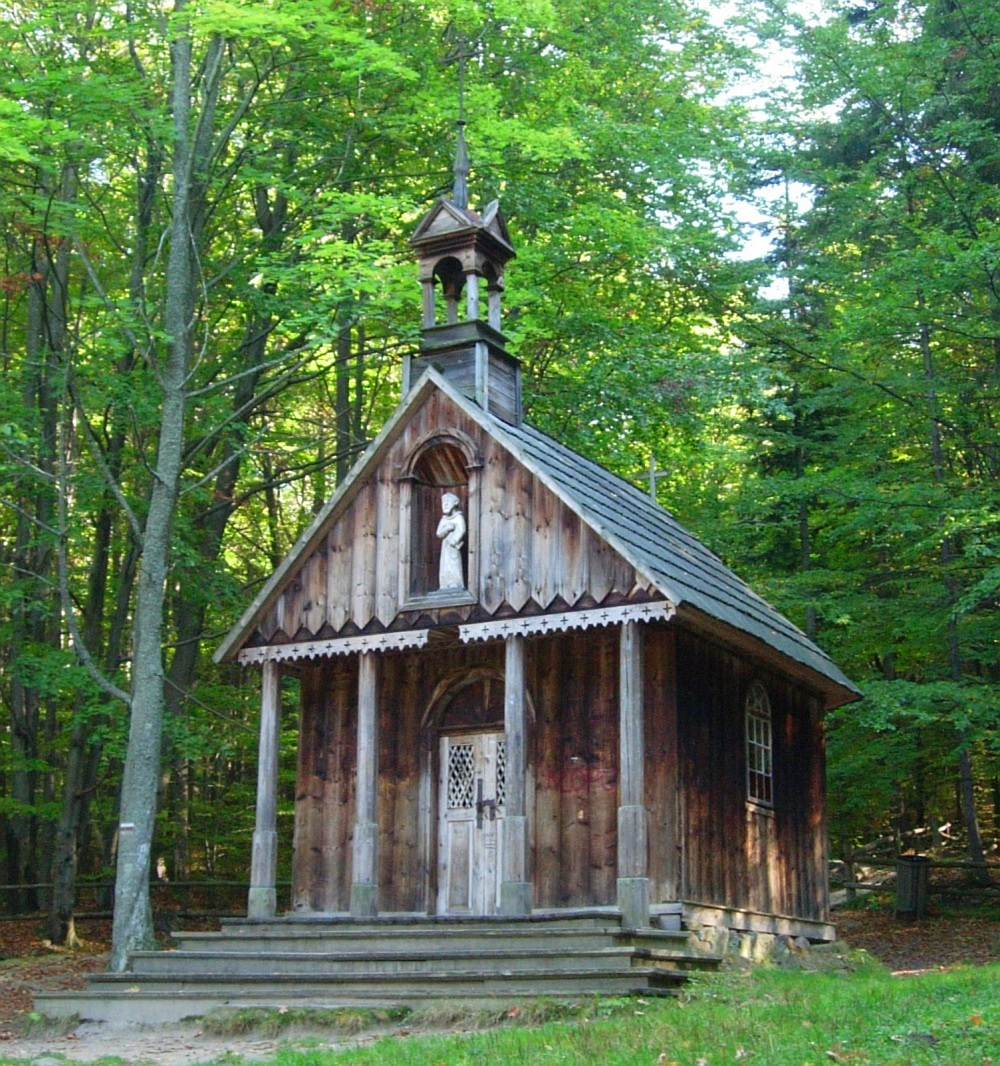
Kaplica św. Franciszka w Świętej Katarzynie
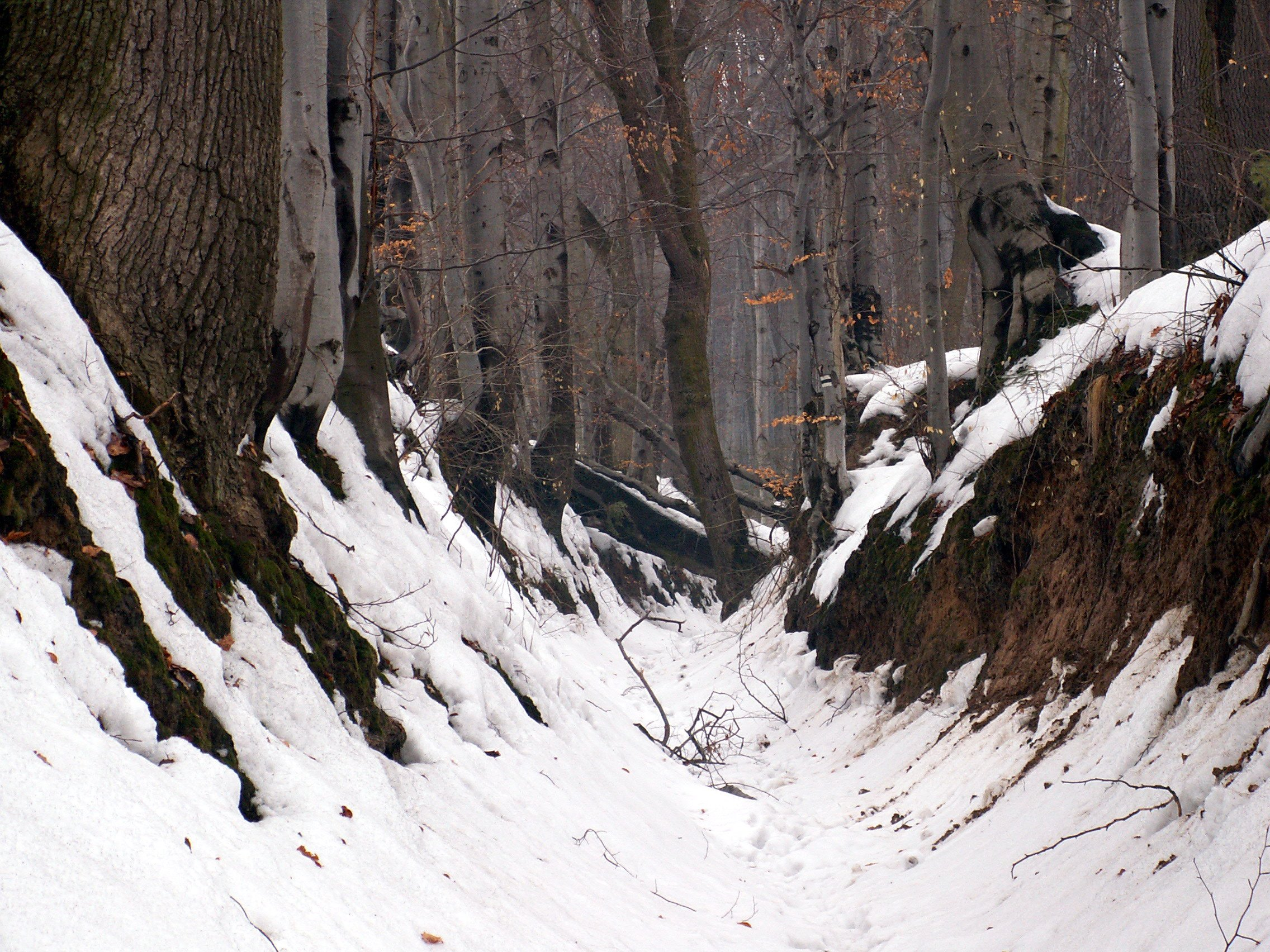
Wąwóz na zboczu Baraniej Góry
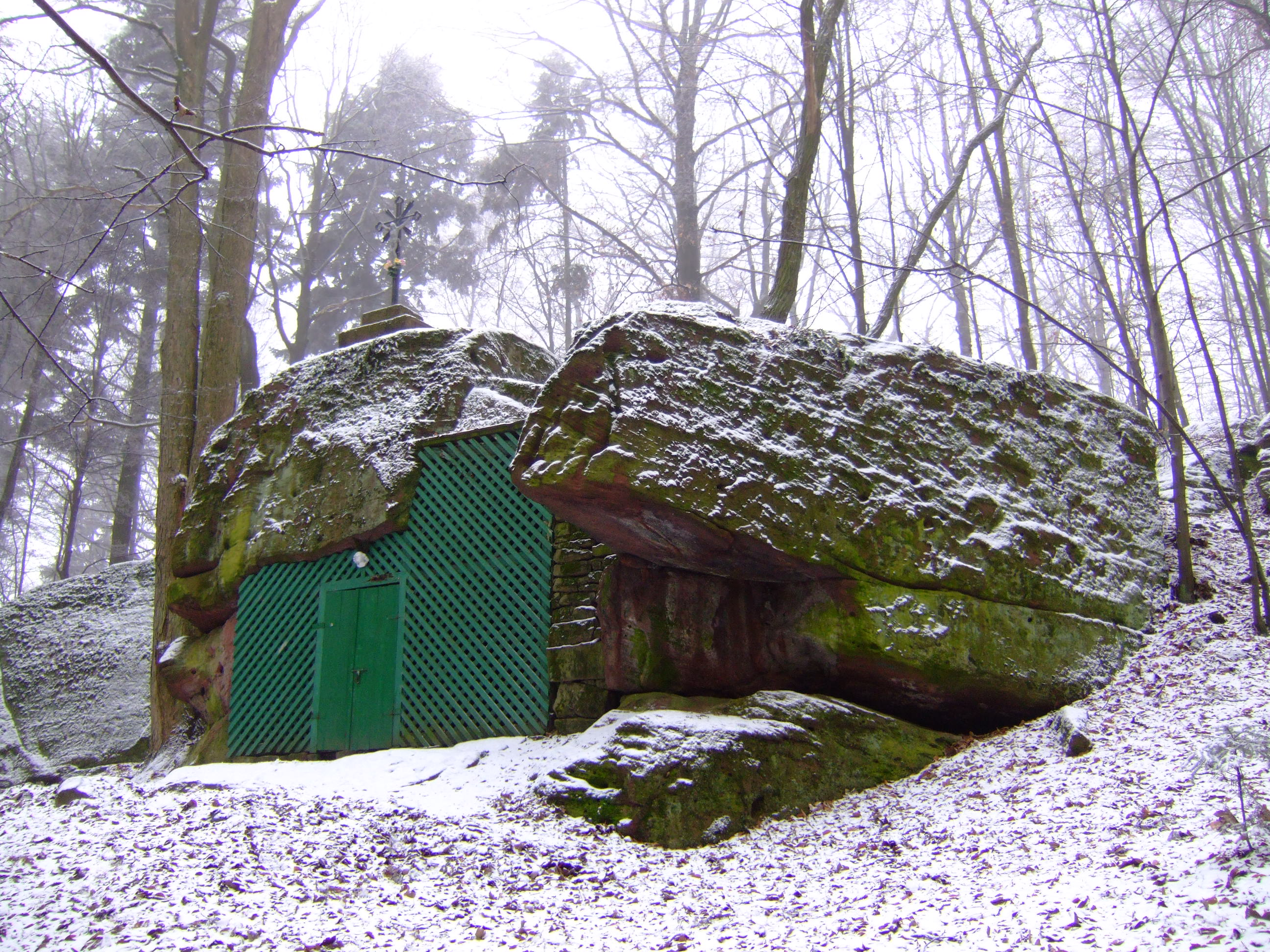
Kapliczka św. Rozalii na szczycie Góry Perzowej
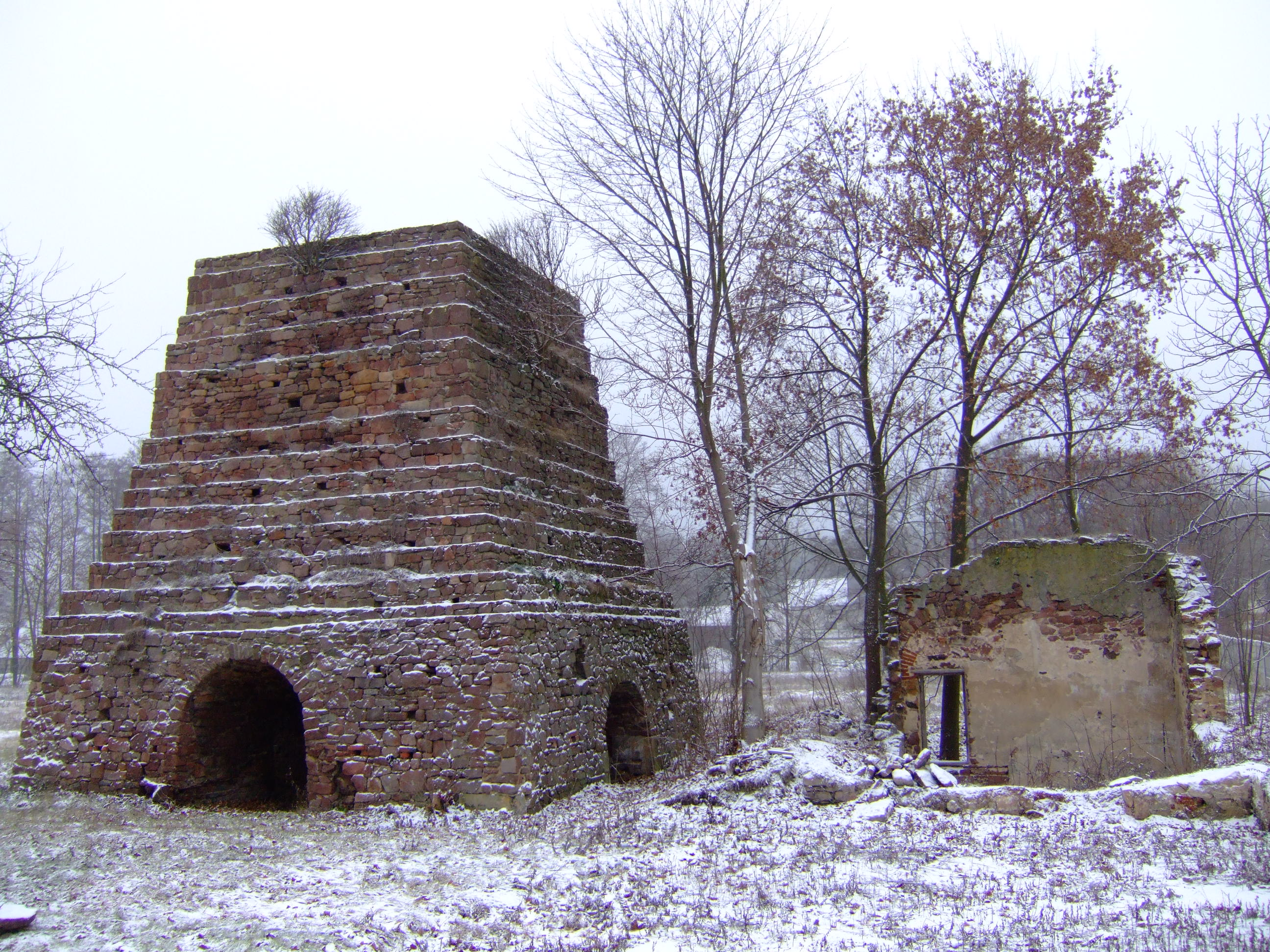
Zabytkowy wielki piec hutniczy w Kuźniakach
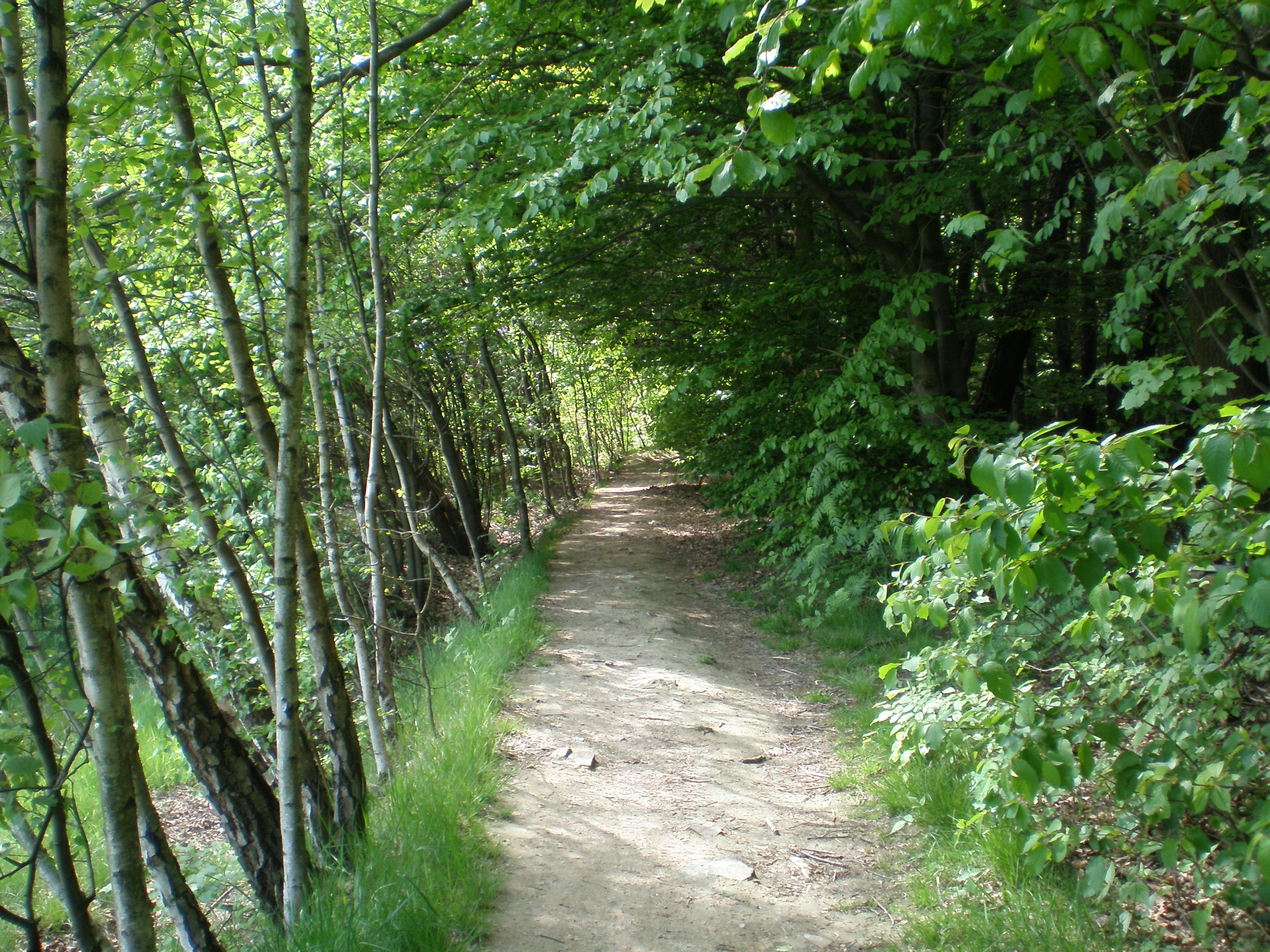
Między Łysą Górą a Łysicą, okolice Szklanej Huty
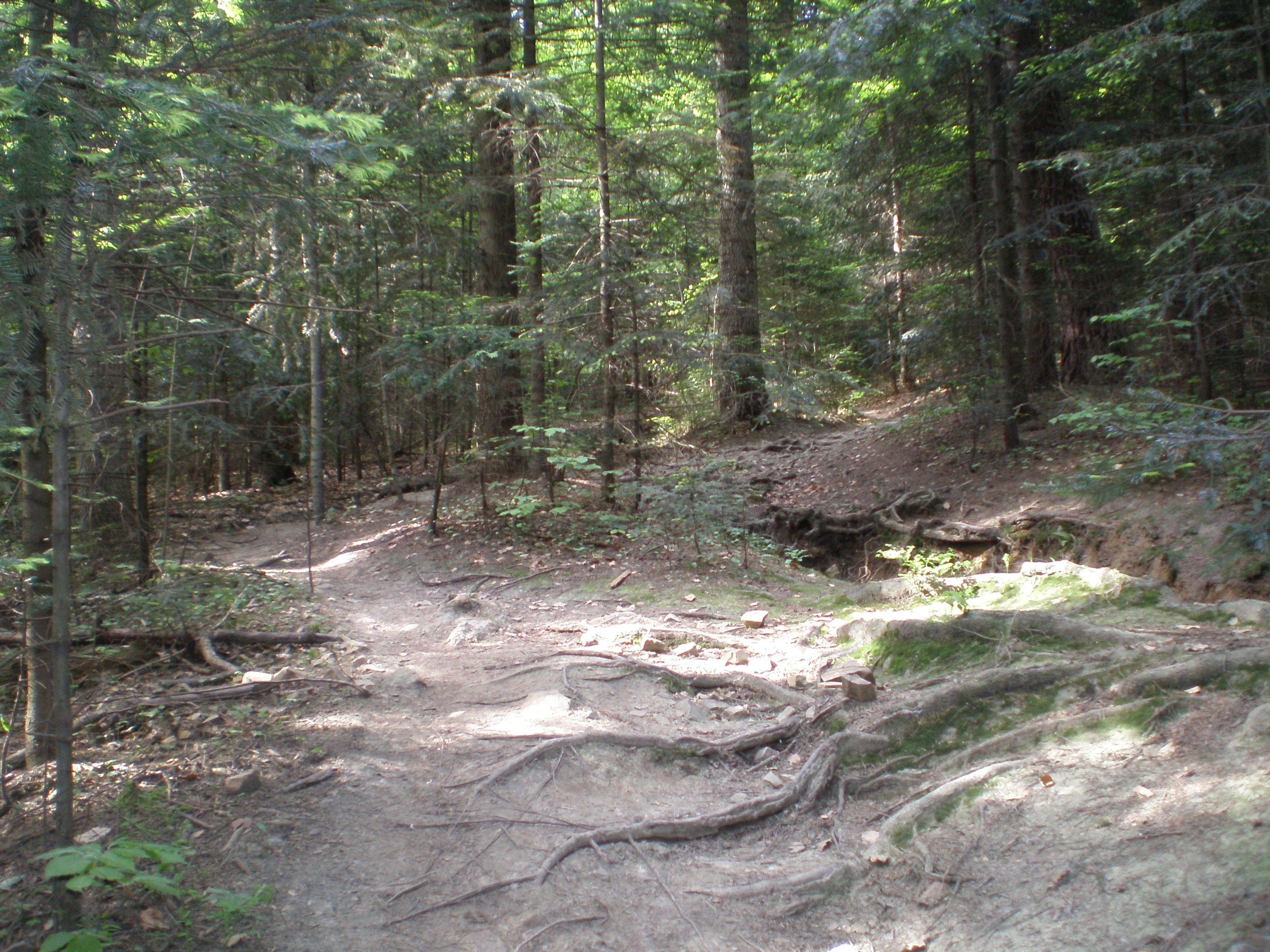
Między Łysą Górą a Łysicą, okolice Łysicy
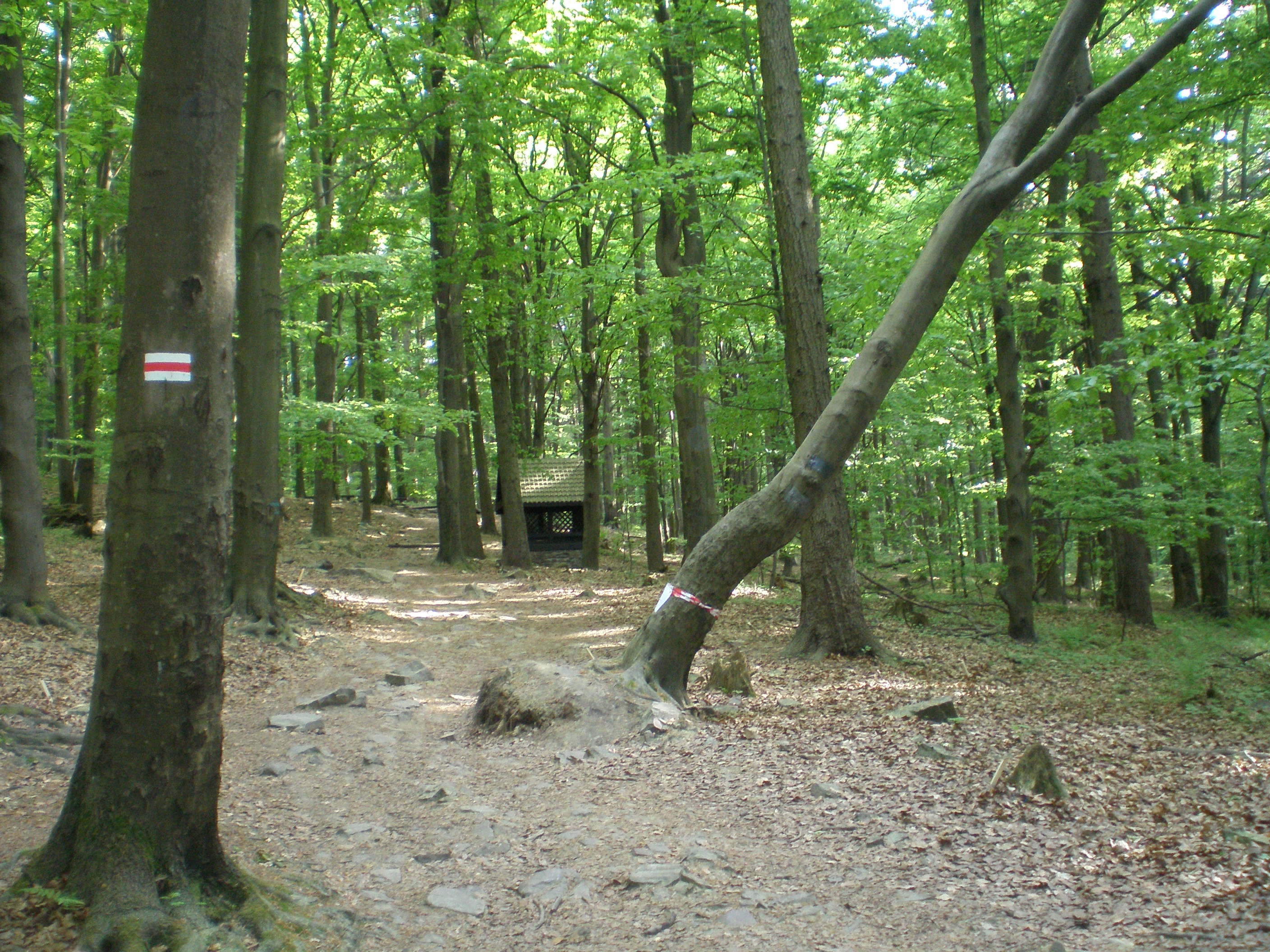
Między Łysicą a Świętą Katarzyną